# Otto Lutterotti
Otto Lutterotti (bis zum Adelsaufhebungsgesetz 1919 Otto Ritter von Lutterotti zu Gazzolis und Langenthal, * 14. Januar 1909 in Innsbruck, Österreich-Ungarn; † 15. August 1991 in Rom oder Innsbruck) war ein österreichischer Kunsthistoriker.

## Leben
Otto Lutterotti stammt aus der Tiroler Adelsfamilie Lutterotti und studierte Kunstgeschichte in Innsbruck, München und Wien. Seit 1929 war er Mitglied der katholischen Studentenverbindung AV Austria Innsbruck. 1934 wurde er in Innsbruck bei Heinrich Hammer promoviert. Im Anschluss machte er ein unbesoldetes Museumspraktikum in München und begann mit der Vorbereitung einer Monographie zu Joseph Anton Koch, die 1941 beim Deutschen Verein für Kunstwissenschaft in Berlin erschien. 1936 bis 1939 war er Assistent bei Hermann Egger an der Universität Graz. Anschließend war er Assistent bei Hammer an der Universität Innsbruck, wo er 1942 für Geschichte der Modernen Kunst habilitiert wurde. 1943 kommentierte er die 4. Innsbrucker „Gau-Kunstausstellung“ im offiziösen Periodikum „Tirol-Vorarlberg. Natur, Kunst, Volk, Leben“ auf nationalsozialistisch-apologetische Weise. 1943/44 wurde er „auf Grund seiner österreichischen Haltung“ entlassen.
Von 1945 bis 1979 war er Professor für Kunstgeschichte an der Universität Innsbruck.